# Vladimir Sokoloff
Vladimir Sokoloff (ryska: Владимир Александрович Соколов, Vladimir Aleksandrovitj Sokolov), född 26 december 1889 i Moskva, död 15 februari 1962 i Hollywood, Los Angeles, var en rysk skådespelare.
Sokoloff var skådespelare och regissör vid Konstnärliga teatern innan han på 1920-talet flyttade till Berlin. År 1937 kom han till USA och blev karaktärsskådespelare i Hollywoodfilmer. Under åren 1927–1950 medverkade han även i ett antal uppsättningar på Broadway.

## Filmografi i urval
- 1932 – Atlantis
- 1933 – Nätter vid Seine
- 1937 – Emile Zolas liv
- 1938 – Den mystiske doktor Clitterhouse
- 1940 – Kamrat X
- 1941 – Kärlekstokig
- 1942 – Två glada sjömän i Marocko
- 1943 – Klockan klämtar för dig
- 1944 – På väg mot Marseille
- 1944 – Konspiratörer
- 1945 – Skandal vid hovet
- 1945 – Kvinna i rött
- 1946 – Dolken och kappan
- 1946 – Flykt undan rättvisan
- 1946 – En skandal i Paris
- 1956 – Det femte offret
- 1957 – Intrig i Istanbul
- 1960 – 7 vågade livet
- 1960 – Cimarron